# Kandoodhoo
Kandoodhoo is een van de bewoonde eilanden van het Thaa-atol behorende tot de Maldiven.

## Demografie
Kandoodhoo telt (stand maart 2007) 302 vrouwen en 279 mannen.